# Crkva sv. Euzebija i Poliona u Vinkovcima
Crkva svetih Euzebija i Poliona je župna crkva u Vinkovcima. Površine je 814 m2.

## Povijest
Izgradnja je trajala od 1772. do 1777.
Crkva je teško nastradala u Domovinskom ratu. Najžešći napadi na crkvu dogodili su se 20. studenog 1991. kada je srpski agresor cijelo poslijepodne topničkim napadima uništavao crkvu. Vrhunac divljanja dogodio se istu večer, kada je zapaljen toranj i kada su uništena zvona.
Obnova crkve trajala je od 1994. do 1998., a 1999. završen je zvonik, na koji su postavljena 4 nova zvona.

## Orgulje
Franz Vogt iz Pečuha je izgradio orgulje crkve oko 1850. (prepravljane 1926. i 1959.). Glazbalo ima ovu dispoziciju:
| I. manual |            |              |
| 1.        | Prinzipal  | 8′           |
| 2.        | Gamba      | 8′ (Erhatić) |
| 3.        | Portuna    | 8′           |
| 4.        | Dolce      | 8′           |
| 5.        | Octav      | 4′           |
| 6.        | Flauta     | 4′           |
| 7.        | Superoktav | 2′           |
| 8.        | Mixtura    | 2′           |

| II. manual |            |    |
| 9.         | Copula     | 8′ |
| 10.        | Salicional | 8′ |
| 11.        | Principal  | 4′ |
| 12.        | Flauta     | 4′ |

| Pedal |                       |     |
| 13.   | Subbass               | 16′ |
| 14.   | Principalbass         | 8′  |
| 15.   | Violon                | 8′  |
| 16.   | Fagot                 | 16′ |
| 17.   | Vox celestis (Majdak) |     |
| 18.   | Picolo (Majdak)       |     |